# Onthophagus vaulogeri
Onthophagus vaulogeri är en skalbaggsart som beskrevs av Antoine Boucomont 1923. Onthophagus vaulogeri ingår i släktet Onthophagus och familjen bladhorningar. Inga underarter finns listade i Catalogue of Life.